# Бричицы (Дятловский район)
Бри́чицы (бел. Брычыцы) — деревня в Даниловичском сельсовете Дятловского района Гродненской области Республики Беларусь. По переписи населения 2009 года в Бричицах проживало 7 человек.

## История
В 1909 году Бричицы — деревня в Кошелёвской волости Новогрудского уезда Минской губернии (19 дворов, 114 жителей).
В 1921—1939 годах Бричицы находились в составе межвоенной Польской Республики. В сентябре 1939 года Бричицы вошли в состав БССР.
В 1996 году Бричицы входили в состав Торкачёвского сельсовета и колхоза «Беларусь». В деревне насчитывалось 11 хозяйств, проживал 21 человек.
13 июля 2007 года вместе с другими населёнными пунктами упразднённого Торкачёвского сельсовета Бричицы были переданы в Даниловичский сельсовет.